# Seborrhoea sicca
Die Seborrhoea sicca („trockener Talgfluss“) ist der sogenannte fett-trockene Zustand der menschlichen Haut.
Sie zeichnet sich dadurch aus, dass die Hautzellen verfrüht austrocknen, wodurch eine schnellere Keratinisierung (Verhornung) der Epidermiszellen erfolgt und damit auch eine nur unvollständige Bildung von Keratin. Gründe können in der überreichlichen Produktion des hauteigenen Hydrolipidfilms liegen sowie in einer trockenen Umgebung, die den Wasseranteil vorzeitig verdampfen lässt. Eine Seborrhoea sicca kann allerdings auch aus einer Seborrhoea oleosa entstehen, wenn falsche Produkte mit austrocknenden Inhaltsstoffen zur Hautpflege hergenommen werden. Sie äußert sich durch eine zähe trockene schuppenförmige Hornschicht. Komedonen können das Hautbild ergänzen. Die Haut glänzt, spannt jedoch und zeigt verminderte Flexibilität und Plastizität, so dass sich unter Umständen auch Risse bilden und Hautkrankheiten wie Akne oder Neurodermitis begünstigt werden können.